# Eric Bouwer
Eric Bouwer (né le 28 juin 1984 à Gifhorn) est un acteur allemand. 

## Biographie
Eric Bouwer est le troisième enfant de sa mère Corinna à Gifhorn. Il grandit d'abord près de Königslutter am Elm avec son père, puis à Brunswick avec sa mère. Son père est Gerhard Bouwer, travaillant comme ingénieur au Centre aérospatial allemand (DLR) à Brunswick, ainsi qu’au développement de moteurs chez Volkswagen et également chez Cargolifter AG à Potsdam ; il est mort d'un cancer en 2004. Sa mère a aussi des jumeaux, Maren et Adina. Après avoir obtenu son baccalauréat à Brunswick en 2004, Bouwer déménage à Berlin à l'âge de 19 ans, où il a joué son premier rôle majeur dans la série télévisée Die Familienanwältin dans le rôle du fils de Mariele Millowitsch. De 2006 à 2009, il travaille dans le rôle de « rat de bibliothèque timide » Kai Maiboom dans 89 épisodes de la série dramatique romantique Tessa - Leben für die Liebe dans laquelle Eva-Maria Grein von Friedl incarne l'héroïne. Cela est suivi de plusieurs épisodes dans des séries policières, comme En quête de preuves, SOKO Wismar, Tatort et Letzte Spur Berlin. 
Bouwer travaille avec la célèbre formatrice Sigrid Andersson depuis 2004 et effectue également un apprentissage de trois ans d'acteur au Theaterwerkstatt Charlottenburg de Berlin de 2007 à 2010. Cela est suivi par de petits rôles au cinéma dans le thriller Il était une fois un meurtre de Baran bo Odar, avec qui il travaille quelques années plus tard dans un autre thriller Who Am I: Kein System ist sicher. Il fait une apparition dans le film à succès Männerherzen … und die ganz ganz große Liebe dans lequel il joue un policier. À l'hiver 2012, il joue l'un des rôles principaux dans l'adaptation cinématographique internationale du roman Colette: Ein Mädchen aus Antwerpen de l'écrivain tchèque Arnošt Lustig. 

## Filmographie (sélection)

### Cinéma
- 2008: Hardcover
- 2010: Il était une fois un meurtre
- 2010: Jagdgründe (court métrage)
- 2011: Mars (court métrage)
- 2011: Männerherzen … und die ganz ganz große Liebe
- 2011: Draußen (court métrage)
- 2011: Why are you here? (court métrage)
- 2012: Dlaczego tutaj jestes (court métrage)
- 2012: Arielle (court métrage)
- 2013: Colette. Ein Mädchen aus Antwerpen
- 2014: Freiland
- 2014: Who Am I: Kein System ist sicher
- 2015: Homesick
- 2015: Maik 'n Zack (court métrage)
- 2015: Oskarreif (court métrage)
- 2016: Open My Eyes
- 2017: Zorn dem Volke (court métrage)

### Télévision

#### Séries télévisées
- 1991: Egoli: Place of Gold
- 2005: Mission sauvetages (épisode Discrétion assurée)
- 2005: Alphateam - Die Lebensretter im OP
- 2006-2007: Die Familienanwältin (9 épisodes)
- 2006-2009: Tessa - Leben für die Liebe (89 épisodes)
- 2007: R.I.S. - Die Sprache der Toten (épisode Vermisst)
- 2007: Un cas pour deux (épisode Meurtre au musée)
- 2007: Paulas Sommer (13 épisodes)
- 2008: En quête de preuves (épisode Schulzeit)
- 2009: SOKO Wismar (épisode Böses Erwachen)
- 2009: Soko brigade des stups (épisode Das letzte Abendmahl)
- 2009: Tatort
- 2009: Getroud met rugby
- 2009: Zeit der Entscheidung - Die Soap Deiner Wahl (4 épisodes)
- 2010: Unser Charly (épisode Heiße Fracht)
- 2010, 2014: In aller Freundschaft (épisodes Liebe und Zweifel et Tauwetter)
- 2010, 2016, 2018: Notruf Hafenkante (3 épisodes : Geisterstunde, Lautlos, Schwiegermuttermonster)
- 2011: Betrug macht Klug (pilote)
- 2012: Alles Klara (épisode Tod in Lilliput)
- 2013, 2014: Letzte Spur Berlin (16 épisodes)
- 2014: Der Staatsanwalt (épisode The Bitch)
- 2014: Heiter bis tödlich: Koslowski & Haferkamp (épisode Flying Fists)
- 2015: Der Kriminalist (épisode Die Unschuld der Engel)
- 2015: Brigade du crime (épisode Aus bestem Hause)
- 2018: In aller Freundschaft - Die jungen Ärzte (épisode Zweite Chancen)

#### Téléfilms
- 2007: Allein unter Töchtern
- 2007: Oh Tannenbaum
- 2009: Facteur 8 : Alerte en plein ciel
- 2015: Der Bankraub
- 2015: Inga Lindström: Leg dich nicht mit Lilli an

## Théâtre
- Théâtre Acud 2010: Drei mal Leben (Yasmina Reza / Metteur en scène: Katherina Fritz / Rôle: Henri)
- Comédie sur le Kurfürstendamm 2011 à 2013 + Tournée et Winterhuder Fährhaus Hamburg: Achtung Deutsch (Stefan Vögel / Metteur en scène: Martin Woelffer / Rôle: Henrik Schlüter)
- Comédie sur le Kurfürstendamm 2017: Wir sind die Neuen / Metteur en scène: Martin Woelffer / rôle: Thorsten avec Claudia Rieschel, Winfried Glatzeder, etc.

## Récompenses
2016: Prix du festival Max Ophüls pour son rôle dans le court métrage Oskarreif